# 2009年8月臺灣
| << | 2009年8月 （民國98年） | >> |    |    |    |    |
| \| 日 \| 一 \| 二 \| 三 \| 四 \| 五 \| 六 \| \| \| \| \| \| \| \| 1 \| \| 2 \| 3 \| 4 \| 5 \| 6 \| 7 \| 8 \| \| 9 \| 10 \| 11 \| 12 \| 13 \| 14 \| 15 \| \| 16 \| 17 \| 18 \| 19 \| 20 \| 21 \| 22 \| \| 23 \| 24 \| 25 \| 26 \| 27 \| 28 \| 29 \| \| 30 \| 31 \| \| \| \| \| \| |                        |    |    |    |    |    |
| 臺灣新聞動態／維基新聞 |                        |    |    |    |    |    |
| 世界／中国大陆／臺灣 |                        |    |    |    |    |    |
| 日 | 一                     | 二 | 三 | 四 | 五 | 六 |
| |                        |    |    |    |    | 1  |
| 2 | 3                      | 4  | 5  | 6  | 7  | 8  |
| 9 | 10                     | 11 | 12 | 13 | 14 | 15 |
| 16 | 17                     | 18 | 19 | 20 | 21 | 22 |
| 23 | 24                     | 25 | 26 | 27 | 28 | 29 |
| 30 | 31                     |    |    |    |    |    |

## 8月31日
- 來自桃園縣龜山鄉的中華少棒隊，在威廉波特世界少棒聯盟世界大賽國際組，以9比4擊敗墨西哥隊，獲得國際組冠軍。台北時間31日凌晨，與美西隊比賽以3：6落敗。nownews

## 8月28日
- 財政部公告，發行98年度甲類第6期中央政府建設公債，預計發行公債新台幣400億元，以10年為期。小額投資人（10萬～100萬元）請自8月28日至9月3日向中華郵政登記申購。財政部公告（页面存档备份，存于）、中華郵政

## 8月27日
- 國民黨黨版災後重建條例內容不當，包括強制遷村，引發原住民抗議，民進黨籍原住民立委陳瑩甚至下跪反對此條款；但爭議條款仍被通過。自由時報
- 達賴喇嘛將獲得來台簽證。自由時報 聯合新聞網
- ECFA公投遭公審會封殺。自由時報

## 8月22日
- 災後重建會議，排除地方首長及受災者。[來源請求]

## 8月21日
- 在1999年921地震倒塌的台北市東星大樓，今日終於完工；台北市長郝龍斌親口說出延宕原因包括黑道介入。TVBS
- 台灣綠黨表示，針對八八水災的災後重建特別條例規避重要的環境影響評估、水土保持、區域計畫、都市規劃等法規，全面架空環保法規，根本是「台灣堰塞湖興建法」，比起中國的汶川重建條例還不如；將造成很大的災難。PCHOME-台灣醒報

## 8月20日
- 美國聯邦眾議員訪台，訪賓將晉見總統馬英九、拜會立法院長王金平、國安會秘書長蘇起、外交部長歐鴻鍊等官員，就台美雙邊重要議題交換意見。[來源請求]
- 為了支付八八水災重建高額經費，研議釋出土地銀行四成股票；土地銀行工會表示國營銀行會配合政策保護弱勢，金融海嘯已經證明國營銀行的優點，而且土銀收益豐厚，釋股對國庫有害，馬英九又有賤賣台北銀行給富邦銀行的紀錄；土銀釋股只會圖利財團或陸資（中國大陸資金）。[來源請求]

## 8月19日
- 台北轉運站啟用，造成相當問題，仍待解決。蘋果日報

## 8月18日
- 馬英九於下午召開記者會為八八水災救災不力道歉；在外國記者會時，外國記者發出尖銳詢問，包括質疑其領導能力、親中態度，部分外國記者以中文發問，但馬英九仍以英文回應。nownews（页面存档备份，存于）
- 台北捷運木柵內湖線停駛三次。[來源請求]

## 8月17日
- 美軍軍艦"USS Denver(LPD-9)"搭載直升機來台協助救災。[來源請求]
- 國策顧問林火旺在TVBS政論節目爆料，在八八水災時，行政院高層官員面對水患及南部的求救聲過於輕忽。TVBS（页面存档备份，存于）
- 行政院秘書長薛香川針對輕忽水災的回應：「父親節吃飯過分嗎？」nownews（页面存档备份，存于）
- CNN舉辦沒有精確性的網路投票，八成投票者認為馬英九應該下台。自由時報 nownews（页面存档备份，存于）

## 8月16日
- 美國出動美軍以2架C-130運輸機運送相關器材及軍人，下午降落台南空軍基地協助救災。[來源請求]
- 澳洲政府捐贈台灣，20萬顆氯錠、5040個消毒水專用水桶、100台手動消毒機……等，已由華航免費運送抵台，將由紅十字會接收後運往災區使用。[來源請求]
- 為防堰塞湖潰堤，高雄縣桃源鄉境內多處交通中斷成為陸上孤島，鄉長要以直升機撤鄉，但高雄縣長楊秋興則不滿的表示：不反對鄉民搭便機下山，但桃源鄉交通不便卻安全性高，已有相當物資及消防醫療團隊進駐，指揮官應該留下管理及聯絡，並接應美軍直升機；雙方發生摩擦。（因此鄉長的家人怒斥縣長，你怎麼不上去住看看？）nownews中國時報（页面存档备份，存于）
- 部份八八水災的捐贈品發現有保存期限過期半年以上，甚至是發霉的食物。nownews
- 外交部長歐鴻鍊返台，為婉謝外援的公文，向國人道歉。[來源請求]

## 8月15日
- 高雄縣甲仙鄉小林村，頭七公祭，疑398人遭活埋。自由時報
- 馬英九出席於台中舉辦的青少棒錦標賽的開幕，遭民進黨籍的台中市議員抗議「下台」。nownews（页面存档备份，存于）
- 美軍在準備協助台灣救災的事宜。CNN

## 8月14日
- 台灣蘋果日報報導，外交部11日通令駐外館處：「倘駐在國政府或民間欲提供救援物資或派遣救援團隊，請貴館處予以婉謝。」；並有公文照片為證。（馬英九稍早曾聲稱：絕未拒絕國外援助。）蘋果日報
- 外交部次長夏立言聲稱發出婉謝外援的公文，且因為疏忽而遺漏暫時兩字。但輿論將責任指向馬英九等極高層政府官員。中國時報（页面存档备份，存于） 中央廣播電台

## 8月13日
- 八八水災災情消息：
  - 馬政府終於表示需要國際救援，並表示目前判斷災區亟需可吊掛挖土機等重型機具的特殊直升機，以及大量消毒水、氯錠和1000間組合屋。聯合報（页面存档备份，存于）
- 台灣聯外的國際海纜，因為颱風造成的海底土石流而中斷數條。NOWnews（页面存档备份，存于）自由時報
- 馬英九接受英國獨立電視網（ITV）訪問時，將災情嚴重歸咎於災民。自由時報

## 8月12日
- 八八水災災情消息：
  - 昨天下午在屏東縣霧台鄉失事墜毀的內政部空中勤務總隊編號NA-502救難直升機，搜救人員上午尋獲機上3名組員的遺體，確認3人均已殉職。yam天空新聞─中央社１（页面存档备份，存于）２
  - 美國國務院表示，美國在亞太地區有強大的資源（美軍）協助救災，在過去有協助其他國家救災的經驗，這次也可以協助台灣救災，但目前馬政府尚未請求。TVBS（页面存档备份，存于）CNN（页面存档备份，存于）自由時報The New York Times（页面存档备份，存于）
- 控美案原告林志昇提出前總統陳水扁給美國最高法院的作證台灣地位未定的文件，其中表示「中華民國是流亡政府」。自由時報

## 8月11日
- 八八水災災情消息：
  - 參與救災的內政部空中勤務總隊編號NA-502救難直升機，下午3時30分失事墜毀於屏東縣霧台鄉伊拉部落西側約500公尺處，機上3名組員下落不明。nownews（页面存档备份，存于）yam天空新聞─中央社１（页面存档备份，存于）２（页面存档备份，存于）
  - 由於南迴鐵公路均告中斷，民航局緊急協調立榮航空，自明天起提供每天1班高雄─台東間包機服務，以協助救災人力、物資及旅客疏運。實施時間暫定以3個月為限。yam天空新聞─中央社（页面存档备份，存于）nownews
  - 陸軍搜救部隊於晚間8時回報，在高雄縣甲仙鄉小林村以及那瑪夏鄉民族村、民生村等地，發現約700名待援村民。yam天空新聞─中央社（页面存档备份，存于）
  - 高雄縣桃源鄉梅山村的荖濃溪河段產生的堰塞湖，在晚間8時30分左右潰堤，高屏兩縣政府緊急撤離下游地區居民，所幸未造成災害。yam天空新聞─中央社１（页面存档备份，存于）２（页面存档备份，存于）
- 98學年度高中職及五專登記分發今天放榜，報名參加登記分發人數共14萬7826人，錄取人數共13萬8728人，錄取率約為93.85%，缺額為5萬9779人，再創3年來新高。yam天空新聞─中央社１（页面存档备份，存于）２（页面存档备份，存于）
- 今日加權股價指數收盤行情：

 上漲26.15點／成交價：6909.02點／成交量：新台幣1076.06億元

## 8月10日
- 八八水災災情消息：
- 由於台北捷運內湖線通車以來狀況不斷，台北市長郝龍斌批准台北市捷運局局長常岐德的辭呈，其遺缺將由前台北捷運公司董事長陳椿亮接任。yam天空新聞─中央社（页面存档备份，存于）
- 今日加權股價指數收盤行情：

 上漲14.22點／成交價：6882.87點／成交量：新台幣993.96億元

## 8月9日
- 中油宣布油價暫緩調漲，國內油價將順延一週於8月14日一併調整。自由時報
- 八八水災災情消息：
  - 莫拉克颱風重創中南部，截至晚間為止，共造成7死、46失蹤、32傷，農業損失逾新台幣21億元。莫拉克颱風災情地圖yam天空新聞─中央社１（页面存档备份，存于）２（页面存档备份，存于）
  - 高雄縣甲仙鄉小林村遭到土石流掩埋幾近滅村，疑有村民遭到活埋。yam天空新聞─中央社１（页面存档备份，存于）２（页面存档备份，存于）３（页面存档备份，存于）４（页面存档备份，存于）５（页面存档备份，存于）６（页面存档备份，存于）
  - 台東縣知本溫泉區多座房屋遭到知本溪河水沖毀，交通遭到中斷；區內離河岸尚有距離的金帥飯店，在近中午時不堪河水持續的沖刷而倒塌。nownews（页面存档备份，存于）yam天空新聞─中央社１２（页面存档备份，存于）
  - 嘉義縣山區鄉鎮受創嚴重，多座聯外橋樑被洪水沖毀，梅山鄉太和村傳出有4人被土石流活埋。yam天空新聞─中央社（页面存档备份，存于）
  - 台鐵沿線多座橋樑受創嚴重，南迴線南太麻里溪橋、屏東線林邊溪橋部分橋段遭沖毀，縱貫線曾文溪橋和東幹線鹿野溪橋等橋樑則遭到程度不一的損壞。yam天空新聞─中央社１（页面存档备份，存于）２（页面存档备份，存于）

## 8月8日
- 中度颱風莫拉克於下午2時自桃園出海並減弱為輕度颱風，其豐沛雨量造成中南部及台東縣嚴重水患，並創下獨占台灣單日雨量前十名紀錄。自由時報

## 8月6日
- 中央氣象局於下午2時30分發布中度颱風莫拉克的陸上颱風警報，警戒區域為台灣全島及綠島、蘭嶼、澎湖。yam天空新聞─中央社
- 因莫拉克颱風來襲，除金門縣、連江縣外，其餘縣市均在明日停止上班、上課一天。行政院人事行政局
- 台北捷運木柵內湖線約在上午十一時五十三分因大當機停駛，約下午四時二十分恢復行駛。自由時報
- 新任衛生署長楊志良表示全民健保非漲不可，調漲對象將會是高收入者者、貧窮者會調降保費。中央廣播電台

## 8月5日
- 台北市新生高架橋改善工程， 被爆出使用有瑕疵隱憂的接著劑進行橋樑補強，由於代理接著劑的瑞士商西卡公司涉嫌隱瞞美國分公司的警示信函，並漠視今年1月美國分公司要求全面回收瑕疵品的通知，已涉及公共危險罪，台北市政府將移請檢方偵辦，並向承包商工信工程求償。nownews（页面存档备份，存于）自由時報

## 8月4日
- 因未能如期完成增資，金管會於晚間宣布接管國華人壽，接管期限為9個月，成為四十多年來國內壽險業者遭政府接管的首例。自由時報
- 繼桃園縣、馬祖之後，經濟部水利署宣布基隆市、台南縣市、澎湖縣亦進入第一階段夜間減壓供水之限水措施。nownews自由時報
- 今年5月涉嫌越界非法於菲律賓盜補黑鮪魚，而被菲律賓海巡隊扣押至今的琉球籍漁船紫福添號漁船，今利用颱風逃離菲律賓，返回台灣屏東縣的東港漁港。nownews（页面存档备份，存于）

## 8月1日
- 有機食品認證正式上路，原市售之有機食品，如未取得農委會之認證，不得冒稱「有機食品」名義販售，不合格者將處以新台幣6到30萬元罰鍰。聯合新聞網新浪網—民視[]